# 康保裔
康保裔（10世纪—11世纪），又作康昭裔，河南洛阳人，北宋将领。建隆元年（960），指挥平定李筠之役。开宝中，又从诸将破契丹于石岭关，累迁日骑都虞侯，转龙卫指挥使，领登州刺史。端拱初，授淄州团练使，徙定州、天雄军驻泊部署。寻知代州，移深州，又徙高阳关副都部署，就加侍卫马军都虞侯，领凉州观察使。真宗即位，召还，以其母老勤养，赐以上尊酒茶米。仪领彰国军节度使，出为并代都部署，徙知天雄军，并代列状请留，诏褒之，复为高阳关都部署。咸平三年（1000年），宋在瀛州对阵契丹。自高阳关赴战，被俘，被传兵尽矢绝而死。后世尊为康公、康王真君，形成康王信仰。

## 传记
康保裔的祖父康志忠，后唐长兴年间，讨伐王都阵亡。他的父亲康再遇为龙捷指挥使，在平定李筠时去世。他少年弓马娴熟，建隆元年（960），康保裔平定李筠，屡立战功。累官高阳关都部署。咸平三年（1000年）正月，辽兵至瀛州，范廷召出战，康保裔得到范廷召的求援信後，領兵趕到瀛州（今河北河间）西南裴村，此時范廷召悄悄带兵离去，康保裔未知。康保裔部在裴村與遼軍陷入激战，被辽军重重包围，副将宋顺请他换上士卒甲胄突围，康保裔不肯，最後被传和宋顺皆戰死。但按《续资治通鉴长编》卷四十六及《辽史》的记载，康昭裔（康保裔）和宋顺都被生擒，而且康保裔还在统和十九年六月被任为昭顺军节度使。

## 亲属
- 祖父：康志忠
- 父亲：康再遇
- 母亲：□氏（追封陈国夫人）
- 正妻：□氏（封河东郡夫人）
- 长子：康继英
- 次子：康继彬
- 三子：康继明
- 四子：康继宗

## 纪念
北宋开始，国力积弱，人口南迁，北宋统治者为了加强对岭南等地区的控制，把关帝、康公这些人物引入南方。此后，供奉康公逐渐成为岭南民间传承的风俗。

### 风俗传说
相传七月初七为康王诞辰，祭祀康王時不用鸭肉、鸭蛋。其来自于康王败逃中曾躲入泥沼，身后留下脚印，此时一群鸭子冲出将脚印踩乱使得康王逃过敌兵追捕。

## 延伸阅读
[在维基数据编辑]
 《宋史·卷446》，出自脱脱《宋史》